# Comtat de Cuyahoga

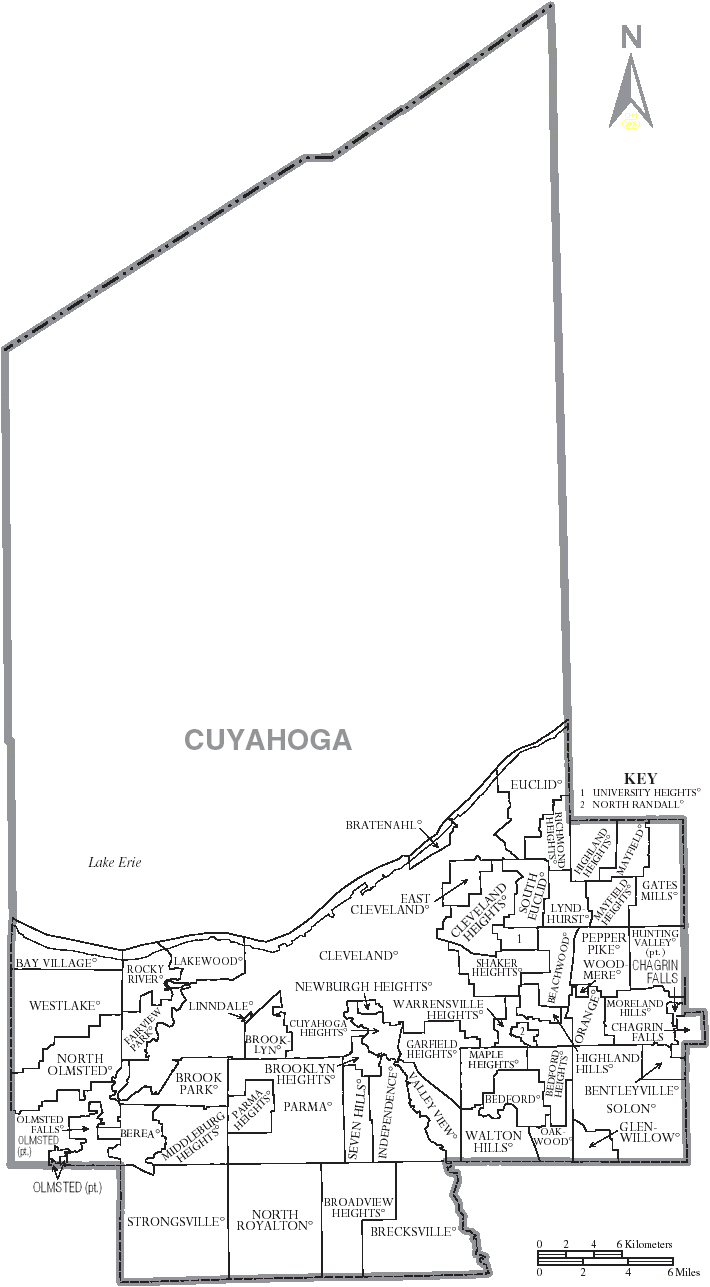
Mapa del comtat de Cuyahoga

El comtat de Cuyahoga és un dels 88 comtats de l'estat nord-americà d'Ohio. La seu del comtat és Cleveland, i la seva major ciutat és Cleveland. El comtat posseeix una superfície de 3.326 km² (dels quals 2.038 km² estan coberts per aigua), una població d'1.393.978 habitants, i una densitat de població de 1.174 hab. /km² (segons el Cens dels Estats Units del 2000).